# Repetundae
Repetundae (restitució, o res repetundae, restitució de la propietat) va ser en sentit estricte una pena imposada als culpables d'extorsió.
Repetundae pecuniae, en el seu sentit més ampli, era el terme utilitzat per designar les sumes de diners que els socii de l'estat romà o els particulars pretenien recuperar dels magistrats, jutges o curatores públics, que havien pres o rebut indegudament a les províncies o a la ciutat de Roma, quan exercien la seva jurisdicció, en la seva qualitat de jutges, o en qualsevol altra funció pública. D'aquí que la paraula repetundae s'utilitzi per expressar l'acte il·legal dels funcionaris d'extorsionar o prendre diners o qualsevol altra cosa que tingués valor, als ciutadans. El crim de repetundarum, doncs, és el delicte de corrupció i opressió exercit per algú que ostenta un càrrec oficial, un delicte que es va anar fent més freqüent a mesura que s'estenia el domini romà i va ser objecte de diverses sancions penals.
La primera lex repetundarum va ser la Calpurnia, que va ser proposada pel tribú de la plebs Luci Calpurni Pisó l'any 149 aC. La Lex Calpurnia va establir per primera vegada un procediment per jutjar les persones acusades d'aquest delicte, i nomenava un pretor especial per dirigir el judici. La llei només s'aplicava als magistrats provincials, perquè l'any 141 aC, segons Ciceró, el delicte que cometia un magistrat urbà tenia uns jutges propis. Sembla que les penes de la Lex Calpurnia eren només pecuniàries, i tendien a recuperar els diners sostrets per l'actio sacramenti, i segurament no castigaven amb l'exili. L'import a restituir es determinava després de la condemna mitjançant el procediment de litis aestimatio, tenint en compte totes les sumes de diners que el condemnat havia percebut il·legalment. Després de la Lex Calpurnia es van aprovar diverses leges de repetundis.